# Gunnulf Berg
Karl Gunnulf Haraldsson Berg, född den 28 april 1922 i Göteborg, död där den 7 september 2000, var en svensk jurist och ämbetsman.
Berg avlade juris kandidatexamen vid Uppsala universitet 1944 och genomförde tingstjänstgöring 1945. Efter tjänstgöring i länsstyrelserna i Karlstad, Örebro och Göteborg 1946–1951 blev han taxeringsinspektör i Göteborg 1952, länsassessor där 1960, biträdande taxeringsintendent 1962, förste länsassessor 1967, kammarrättsråd 1972 och lagman vid kammarrätten i Göteborg 1980–1987. Berg var ordförande i sjömansskattenämnden 1974–1980 (vice ordförande från 1967), i Göteborgs konstmusei råd 1971–1973 och i Valands konstskolas råd 1974–1976.